# 星际火狐2
《星际火狐2》是一款由任天堂制作和发行的射击类游戏。本游戏原本是星際火狐系列的第二部作品，但在1995年开发完成后被任天堂雪藏。最终游戏于2017年9月随迷你超级任天堂发行。
《星际火狐2》的前设与前作有所不同。玩家可以自由选择队伍。并采用当时更先进的三维图像引擎，为此在制作中加入了额外的处理芯片Super FX GSU-2。
《星际火狐2》原计划在《星际火狐》之后发行。在开发完成后任天堂并未发售本作，而本作中的一些游戏设计被移至任天堂64上的《星际火狐64》。在游戏从取消发售到再次公布的20几年时间里，游戏的几个早期版本的ROM文件曾被泄露出来，但带有不少程序错误和未完成的代码。